# Vignoux-sous-les-Aix
Vignoux-sous-les-Aix – miejscowość i gmina we Francji, w Regionie Centralnym, w departamencie Cher.
Według danych na rok 1990 gminę zamieszkiwały 624 osoby, a gęstość zaludnienia wynosiła 42 osoby/km² (wśród 1842 gmin Regionu Centralnego Vignoux-sous-les-Aix plasuje się na 589. miejscu pod względem liczby ludności, natomiast pod względem powierzchni na miejscu 889.).